# Стерлинг (тауншип, Миннесота)
Стерлинг (англ. Sterling) — тауншип в округе Блу-Эрт, Миннесота, США. На 2000 год его население составило 276 человек.

## География
По данным Бюро переписи населения США площадь тауншипа составляет 93,3 км², из которых 89,1 км² занимает суша, а 4,2 км² — вода (4,50 %).

## Демография
По данным переписи населения 2000 года здесь находились 276 человек, 111 домохозяйств и 86 семей.  Плотность населения —  3,1 чел./км².  На территории тауншипа расположено 114 построек со средней плотностью 1,3 построек на один квадратный километр. Расовый состав населения: 98,91 % белых и 1,09 % приходится на две или более других рас. Испанцы или латиноамериканцы любой расы составляли 0,72 % от популяции тауншипа.
Из 111 домохозяйств в 30,6 % воспитывались дети до 18 лет, в 67,6 % проживали супружеские пары, в 5,4 % проживали незамужние женщины и в 22,5 % домохозяйств проживали несемейные люди. 20,7 % домохозяйств состояли из одного человека, при том 14,4 % из — одиноких пожилых людей старше 65 лет. Средний размер домохозяйства — 2,49, а семьи — 2,86 человека.
23,6 % населения младше 18 лет, 8,0 % в возрасте от 18 до 24 лет, 24,3 % от 25 до 44, 25,4 % от 45 до 64 и 18,8 % старше 65 лет. Средний возраст — 42 года. На каждые 100 женщин приходилось 102,9 мужчин.  На каждые 100 женщин старше 18 приходилось 97,2 мужчин.
Средний годовой доход домохозяйства составлял 49 091 долларов, а средний годовой доход семьи —  50 417 долларов. Средний доход мужчин —  29 063  доллара, в то время как у женщин — 24 583. Доход на душу населения составил 20 442 доллара. За чертой бедности находились 3,5 % семей и 2,6 % всего населения тауншипа, из которых 2,7 % младше 18 лет.